# Colombiano-brasileiro
Colombiano-brasileiro é um brasileiro de completa ou parcial ancestralidade colombiana, ou um colombiano residente no Brasil. O Brasil, possui aproximadamente 8.000 colombiano-brasileiros. Além de colombianos que migram para o Brasil para trabalhar, há colombianos refugiados (estes sendo mais 1.000 pessoas) e sendo um dos maiores grupos de refugiados em terras brasileiras.